# دیوید دایموند (فیلم‌نامه‌نویس)
دیوید دایموند (به انگلیسی: David Diamond) فیلم‌نامه‌نویس اهل ایالات متحدۀ آمریکا است. او اغلب با دیوید وایسمن همکاری می‌کند.

## اوایل زندگی
دایموند در فیلادلفیا، پنسیلوانیا متولد شد. دایموند و وایسمن در دبیرستان، در آکادمی عبری آکیبا (که اکنون آکادمی عبری جک ام. باراک نام دارد) با هم آشنا شدند. آنها در سال ۱۹۸۳ فارغ‌التحصیل شدند.

## حرفه
این دو نفر اولین فیلم‌نامهٔ سفارشی خود، بچهٔ تیزپا، را در سال ۱۹۹۴ به کمپانی فاکس قرن بیستم فروختند. اولین پروژهٔ تولیدشدهٔ آنها در سال ۲۰۰۰ با نام مرد خانواده با بازی نیکلاس کیج و تیا لئونی از راه رسید. شرکت تهیه‌کنندگی کیج، ساترن فیلمز، در تولید این فیلم کمک کرد. فیلم «مرد خانواده» با فروش ۱۵٫۱ میلیون دلار در آخر هفته افتتاحیه خود، در رتبهٔ سوم گیشهٔ آمریکای شمالی قرار گرفت و پس از آنچه زنان می‌خواهند و دورافتاده که در صدر جدول قرار داشتند، قرار گرفت.
دایموند و وایسمن در مرحلهۀ بعدی کمدی علمی-تخیلی تکامل را به کارگردانی ایوان رایتمن نوشتند. تکامل بر اساس داستانی از دان جاکوبی ساخته شده بود که بعداً به همراه دایموند و وایسمن آن را به فیلمنامه تبدیل کرد. این فیلم در ابتدا قرار بود یک فیلم علمی تخیلی ترسناک جدی باشد، تا اینکه رایتمن بخش زیادی از فیلمنامه را از نو نوشت. یک مجموعهٔ پویانمایی کوتاه با نام بیگانه‌سازان: تکامل ادامه دارد که تا حدودی بر اساس فیلم ساخته شده بود، ماه‌ها پس از اکران فیلم پخش شد. آنها با اندرو پانای، تهیه‌کنندهٔ مهمانان ناخواندهٔ عروسی، در فیلم‌های سگ‌های پیر و هنگامی که در رم همکاری کردند.
دایموند از سال ۲۰۱۸ تا ۲۰۲۱، در دبیرستان شالهوت لس آنجلس فیلمنامه‌نویسی تدریس می‌کرد تا اینکه به فیلادلفیا بازگشت.
در سال ۲۰۱۹، این دو نفر یک راهنمای فیلمنامه‌نویسی با عنوان ضد گلوله: نوشتن فیلمنامه‌هایی که شکست نمی‌خورند منتشر کردند. این کتاب برپایۀ تجربهٔ گستردهٔ آنها در سینما نوشته شده بود.